# Ralph Ferraro
Ralph Ferraro (* 3. Juli 1929 in Waterbury (Connecticut); † 3. April 2012 in Los Angeles) war ein amerikanischer Schlagzeuger, Orchesterleiter, Komponist und Arrangeur, der vor allem durch seine Filmmusiken und Arrangements bekannt wurde.

## Leben und Wirken
Ferraro erwarb den Masterabschluss in Musik an der Manhattan School of Music. Nach Ableistung des Militärdienstes bei der US-Marine zog er nach Rom, wo er als Jazz-Schlagzeuger und Studiomusiker für italienische Kino- und Fernsehproduktionen tätig war, u. a. für Nino Rota bei der Musik der Fellini-Filme La Dolce Vita, 8 1/2 und Julia und die Geister, für Ennio Morricone (Schlacht um Algier, 1966), ferner für Riz Ortolani (Mondo Cane) und Armando Trovaioli. Daneben wurde er als Arrangeur tätig und erhielt den Auftrag, das Soundtrack-Album für den Film Der Chapman-Report (Regie: George Cukor, 1962) einzuspielen. Als Arrangeur arbeitete er in den folgenden Jahren für den Komponisten Piero Piccioni, in Il momento della verita (1965) und Minnesota Clay (Sergio Corbucci, 1964). In Italien hatte er erstmals Gelegenheit Filmmusik zu orchestrieren, den Soundtrack zum Barbara-Steele-Film La Sorella di Satana (Regie: Michael Reeves, 1966). Auch schrieb er die Musik zu Anna Gobbis Spielfilm Lo scandalo (1965).
Im Jahr 1967 kehrte er in die Vereinigten Staaten zurück, um in Hollywood als Filmkomponist zu wirken; er schrieb zunächst Musik für den Spielfilm Der Pirat des Königs und für sieben Folgen der Fernsehserie Die Leute von der Shiloh Ranch. Als Orchestrator arbeitete er mehrere Jahre mit Leonard Rosenman, u. a. für die Woody-Guthrie-Filmbiografie Dieses Land ist mein Land, für die Rosenman den Oscar erhielt. Ferner arbeitete er für Randy Edelman und orchestrierte Filme wie Mein Vetter Winnie (1992), Gettysburg (1993), Die Maske (1994), Dragonheart (1996), Shang-High Noon (2000) und Shanghai Knights (2003). Daneben arbeitete er als Arrangeur für die Kenny Clarke/Francy Boland Big Band (More Jazz in the Movies, 1968) und für Sänger wie Andy Williams, Rod McKuen und Donny Osmond, gelegentlich auch als Sessionmusiker, wie für Helen Merrill (Why Don’t You Do Right?). Ferraro unterrichtete außerdem in Los Angeles an der Grove School of Music; er lebte zuletzt in Santa Monica Canyon.

## Filmografie (Auswahl)
- 1965: Lo scandalo
- 1967: Der Pirat des Königs
- 1968: Ihr Auftritt, Al Mundy (eine Folge)
- 1974: Flesh Gordon